# Amt Ilmenau
Das Amt Ilmenau war eine territoriale Verwaltungseinheit. Es gehörte ursprünglich zur Grafschaft Henneberg. Nach dem Aussterben der Grafen von Henneberg-Schleusingen im Dezember 1583 kam das Amt unter gemeinsame Verwaltung der albertinischen und ernestinischen Wettiner. Bei der Aufteilung der einstigen Grafschaft Henneberg im Jahr 1660/61 wurde das Amt dem Herzogtum Sachsen-Weimar zugeteilt, zu dem es dann als Exklave gehörte. Ab 1741 gehörte das Amt zum Herzogtum Sachsen-Weimar-Eisenach, welches 1815 zum Großherzogtum Sachsen-Weimar-Eisenach erhoben wurde.
Bis zur Verwaltungs- und Gebietsreform des Großherzogtums Sachsen-Weimar-Eisenach im Jahr 1850 und der damit verbundenen Auflösung bildete das Amt den räumlichen Bezugspunkt für die Einforderung landesherrlicher Abgaben und Frondienste, für Polizei, Rechtsprechung und Heeresfolge.

## Geographische Lage
Das Gebiet des Amts Ilmenau lag am Nordrand des mittleren  Thüringer Waldes und erstreckte sich vom Rennsteig auf dem Kamm des Gebirges bis in sein nördliches Vorland (Reinsberge, Pörlitzer Höhe). Bedeutendste Berge im Amt waren der Ilmenauer Hausberg Kickelhahn (861 m), der Veronikaberg und der Heydaer Berg. Hauptfluss war die Ilm, die mit ihrem Quellbach Lengwitz im Oberlauf die Grenze zum kursächsischen Amt Schleusingen und zum Herzogtum Sachsen-Gotha bildete. Weitere Flüsse im Amtsgebiet waren die Ilmzuflüsse Schorte und Rottenbach sowie die Wipfra und der Reichenbach, beides Nebenflüsse der Gera.
Mit einer Fläche von 89,87 km, davon 10,81 km² Ilmenauer Stadtgebiet, war das Amtsgebiet die größte Exklave von Sachsen-Weimar-Eisenach. Die Flächennutzung des Amtsgebiets bestand zu 58 % aus Wald, 24 % Felder und 12 % Weideflächen. Das Amtsgebiet liegt heute im Zentrum des Freistaats Thüringen und gehört zum Ilm-Kreis.

## Angrenzende Verwaltungseinheiten

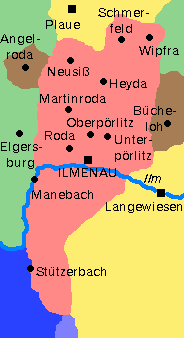
Das Amt Ilmenau

Das zu Sachsen-Weimar(-Eisenach) gehörige Amt Ilmenau grenzte an folgende Gebiete:
- Fürstentum Schwarzburg-Sondershausen (gelb): im Norden an die Ämter Arnstadt und Käfernburg, im Südosten an das Amt Gehren (alle zur Oberherrschaft gehörig)
- Fürstentum Schwarzburg-Rudolstadt (braun): im Osten an die Exklave Bücheloh und im Nordwesten an die Exklave Angelroda (beide zum Amt Stadtilm der Oberherrschaft gehörig)
- Herzogtum Sachsen-Gotha (grün): im Westen an das Hauptgebiet (Witzlebische Gerichte und Amt Schwarzwald) und im Nordosten an die Witzlebischen Exklaven Traßdorf, Neuroda und Kettmannshausen
- Herzogtum Sachsen-Zeitz (1661–1718), später Kurfürstentum Sachsen (1718–1815) und seit 1815 Preußen (dunkelblau): im Süden an das Amt Schleusingen, das im preußischen Landkreis Schleusingen aufging
- Herzogtum Sachsen-Hildburghausen, seit 1826 Sachsen-Meiningen (hellblau): am Dreiherrenstein berührte das Amtsgebiet den sachsen-meiningischen Teil von Neuhaus am Rennsteig (Amt Eisfeld)

## Geschichte

### Grafschaft Kevernburg
Der 1273 erstmals urkundlich erwähnte Ort Ilmenau befand sich zur Zeit seiner Gründung auf dem Gebiet der Grafschaft Kevernburg. Im Besitz des 1341 zur Stadt erhobenen Orts waren auch die drei Küchendörfer Unterpörlitz, Oberpörlitz und Roda. Im Jahr 1343 verkauften die Grafen von Kevernburg die Stadt Ilmenau und die umliegenden Dörfer an den Grafen Heinrich VIII. von Henneberg-Schleusingen. Heinrichs Schwiegersohn von Heinrich, der Landgraf von Thüringen, verzichtete im selben Jahr auf die Lehnshoheit über Ilmenau.

### Grafschaft Henneberg
Kurz nach dem Übergang von Ilmenau und den drei Küchendörfern an die Grafschaft Henneberg-Schleusingen starb Graf Heinrich VIII. von Henneberg-Schleusingen im Jahr 1347. Bei der danach erfolgten Erbteilung zwischen seinem Bruder Johann I. († 1359) und seiner Witwe Jutta von Brandenburg kam das Gebiet um Ilmenau an Johann I. von Henneberg-Schleusingen. Bereits 1351 verpfändete Johann I. das Amt Ilmenau an die Grafen von Schwarzburg. Erst 1418 gelang seinem Enkel Wilhelm I. die Pfandeinlösung, aber schon 1421 musste er das Amt erneut verpfänden. Es gehörte in der Folgezeit zum Pfandbesitz der Grafen von Gleichen (1421–1426), der Herren von Witzleben (1426–1445), der Grafen von Schwarzburg (1445–1476) und der Herren von Schaumberg (1476–1498). Erst 1498 kamen Stadt, Burg und Amt Ilmenau wieder in den Besitz der Grafen von Henneberg-Schleusingen. Im Jahr 1508 kamen die Orte Roda und Martinroda zum Amtsgebiet hinzu. 1559 wurde eine Hälfte von Schmerfeld an die Herren von Witzleben verkauft.

### Gemeinsame Verwaltung unter den ernestinischen und albertinischen Wettinern
Mit dem Tod des Grafen Georg Ernst von Henneberg-Schleusingen im Dezember 1583 erlosch das Henneberger Grafenhaus. Der mit den ernestinischen Wettinern 1545 geschlossene Kahlaer Vertrag regelte die Erbfolge der einzelnen Landesteile. Da aber auch die albertinischen Wettiner begründete Erbansprüche anstellten, wurde die Grafschaft Henneberg mit ihren Ämtern zunächst unter eine gemeinsame ernestinische und albertinische Verwaltung mit Sitz in Meiningen gestellt.
Da sich die ernestinischen und albertinischen Landesherren weiterhin nicht über die Verwaltung ihrer Erbschaft einigen konnten, wurde die Grafschaft Henneberg im Jahr 1660/61 aufgelöst. Die Aufteilung wurde im Weimarer Vertrag (Sächsischer Teilungsvertrag), basierend auf dem Kahlaer Vertrag von 1554, geregelt.
Das Amt Ilmenau wurde dem ernestinischen Anteil zugeschlagen und kam 1660 unter gemeinsame Verwaltung der Herzogtümer Sachsen-Weimar (1640–1672) und Sachsen-Gotha (1640–1680). Bereits 1661 teilten die beiden Herzogtümer diesen Besitz, und das Amt Ilmenau kam dabei zu Sachsen-Weimar. Lediglich das am orografisch linken Ufer der Ilm gelegene Manebach und die beim Amt verbliebene Hälfte von Schmerfeld gelangten an Sachsen-Gotha.

### Exklave des Herzogtums Sachsen-Weimar
Seit der Zuteilung an das Herzogtum Sachsen-Weimar bildete das Amt Ilmenau eine Exklave zwischen den schwarzburgischen Fürstentümern, dem Herzogtum Sachsen-Gotha und dem zu Kursachsen gehörigen Teil der ehemaligen Grafschaft Henneberg. Bei der Teilung des Herzogtums Sachsen-Weimar im Jahr 1672 verblieb das Amt Ilmenau bei dem verkleinerten Herzogtum Sachsen-Weimar.
1731 gelangten beide Anteile von Schmerfeld und das bisher mit dem Fürstentum Schwarzburg gemeinschaftlich verwaltete Wipfra komplett an das Amt. Nach dem Aussterben der Herzöge von Sachsen-Eisenach im  Jahr 1741 fiel deren Herzogtum an Sachsen-Weimar, welches seitdem Herzogtum Sachsen-Weimar-Eisenach genannt und nach dem Wiener Kongress 1815 zum Großherzogtum wurde.
1849/50 erfolgte im Großherzogtum Sachsen-Weimar-Eisenach die Trennung der Rechtsprechung von der Verwaltung. Das Amt Ilmenau gehörte seitdem als Exklave zum Verwaltungsbezirk Weimar (I. Verwaltungsbezirk). Dieser umfasste den westlichen Teil des früheren Herzogtums Sachsen-Weimar, welches im 19. Jahrhundert auch als Weimarer Kreis bezeichnet wurde. Die Justizfunktion des Amtes ging an das Justizamt Ilmenau und später auf das Amtsgericht Ilmenau über.

## Zugehörige Orte
Städte
- Ilmenau

Dörfer
| - Cammerberg (rechts der Ilm) - Heyda - Manebach (links der Ilm; bis 1660) - Neusiß - Martinroda | - Oberpörlitz - Roda - Schmerfeld (zeitweise) - Stützerbach (weimarischer Anteil östlich der Lengwitz) - Unterpörlitz | - Wipfra (bis 1731 gemeinschaftlich mit Fürstentum Schwarzburg, danach komplett zum Amt) |

In Martinroda befand sich ein Rittergut der Herren von Witzleben.
Einzelgüter
- Grenzhammer

Wüstungen
- Behringen bei Wipfra
- Ditterwinden bei Heyda
- Schloss Hermannstein bei Cammerberg